# 椿神社 (大田区)
椿神社（つばきじんじゃ）は東京都大田区の神社。宗教法人格はないが、本務社の蒲田八幡神社では兼務社扱いとなっている。

## 概要
創建年代は不明である。地元の人は今でも「どうそじんさま」と呼んでいることから、元々は道祖神であったと推測される。
当社に伝わる習俗に、麻紐を首に巻くというものがある。百日咳や喘息など咳の症状があるとき、額堂に掛かっている麻紐を取って首に巻く。治癒した場合は新しい麻紐を奉納する。その際に線香を供えるなど神仏混淆の特異な習俗が現在まで残っている。
これらの習俗と相まって、現在でも地元住民の崇敬の念は高く、1987年（昭和62年）に社殿が新築されている。

## 交通アクセス
- 梅屋敷駅より徒歩7分。

## 兼務社
- 蒲田八幡神社（本務社）
- 薭田神社
- 御園神社
- 女塚神社
- 北野神社